# Scottish School of Contemporary Dance

La Scottish School of Contemporary Dance (École Écossaise de Danse Contemporaine) est une école de danse et d'arts du spectacle affiliée au Dundee College.

## Formation
La formation totale dure quatre ans et prépare les élèves à des carrières de danseurs professionnels et de chorégraphes. L'école est une petite structure (environ 100 élèves) et a de forts liens avec le milieu professionnel de la danse, entre autres le Scottish Dance Theatre et Thomas Small, le directeur et chorégraphe de la compagnie Smallpetitklein.
L'enseignement est principalement axé sur la technique de Martha Graham et Merce Cunningham ; les ensembles de ballet sont particulièrement développés. Des danseurs et chorégraphes de renom, comme Richard Alston, Stephen Petronio ou Sean Feldman sont régulièrement invités.

## Histoire
En 1991, un cours de danse assurant une formation d'une année avait été mis en place au Dundee College par Peter Royston. Devant le succès rencontré, la formation fut prolongée à deux, puis trois ans en 1998 et 1999.
Des fonds recueillis grâce à la National Lottery ont permis au college d'ajouter des studios de danse et une salle de spectacles au campus existant. Ces extensions, appelées The Space, ont été achevées 2002 et inaugurées par la reine Élisabeth II lors des célébrations qui ont marqué son jubilé d'or cette même année.
Le Scottish Ballet (corps de ballet national écossais) s'est produit à The Space, ainsi que le Scottish Dance Theatre. L'émission de télé-réalité The X Factor, spécialisée dans la découverte de jeunes talents, a été en partie tournée sur le campus.

## Mécènes
- The Space : Brian Cox, David Bellamy
- Scottish School of Contemporary Dance : Stephen Petronio

- (en) Cet article est partiellement ou en totalité issu de l’article de Wikipédia en anglais intitulé « Scottish School of Contemporary Dance » (voir la liste des auteurs).